# باول ماكويد
باول ماكويد (بالإنجليزية: Paul McQuade)‏ (17 مايو 1987 في المملكة المتحدة - ) هو لاعب كرة قدم بريطاني في مركز الهجوم. لعب مع ريث روفرز ونادي سانت ميرين ونادي إيست فيف وDundonald Bluebell F.C. ‏ وفورفار أثلتيك ‏ ونادي كاودينبيث لكرة القدم.

## وصلات خارجية
- باول ماكويد على موقع قاعدة بيانات كرة القدم.إي يو (الإنجليزية)
- باول ماكويد على موقع Soccerbase.com (لاعب) (الإنجليزية)